# Zbigniew Mikołajewski (gangster)
Zbigniew Mikołajewski, ps. „Carrington” (ur. 1966) – polski gangster, przemytnik, przestępca, uważany za rezydenta zorganizowanej grupy przestępczej – gangu pruszkowskiego na obszarze Dolnego Śląska i obecnego województwa lubuskiego.

## Życiorys
Działał pod pseudonimem Carrington (Carry), nazywany był „królem przemytu” lub „królem spirytusu”. Ukończył zasadniczą szkołę zawodową. Posiadał kilka własnych firm transportowych. Uznawany jest za bossa zorganizowanej grupy przestępczej. Jego grupa, zajmująca się głównie przemytem spirytusu, działała od ok. 1995 r. Okres największej aktywności gangu Carringtona przypadał na okres od sierpnia 1997 do września 1998.

### Zamachy
Na życie Carringtona zostały przeprowadzone trzy nieudane zamachy. Pierwsze dwa miały miejsce w 1997 roku. 31 sierpnia 1998 roku w godzinach popołudniowych w Zawidowie, miejscu zamieszkania Carringtona, doszło do trzeciego zamachu na jego życie. W jego wyniku Zbigniew Mikołajewski został ranny. Miał poparzoną rękę, klatkę piersiową i twarz oraz uszkodzone oko. Był to zamach bombowy. Bomba wybuchła przy wejściu do bloku Carringtona i uszkodziła budynek. Nikt prócz gangstera nie odniósł obrażeń, a sam Carrington po krótkim pobycie w szpitalu i przesłuchaniu przez policję wrócił do domu. Do dziś nie wiadomo, kto dokonał zamachów.

### Oskarżenia
Pod koniec września 1998 Policja wraz ze Strażą Graniczną przeprowadziła wielką obławę. Grupa Zbigniewa Mikołajewskiego została zatrzymana, a o kierowanie przemytem oskarżono Carringtona. W kilka dni później został on nakazem prokuratury tymczasowo aresztowany na 3 miesiące. Przez długi okres Carrington odmawiał składania jakichkolwiek wyjaśnień. Po ponad roku, gdy zorientował się, że jego wspólnicy zaczęli zeznawać, pogrążając go, przedstawił własną wersję wydarzeń. Z późniejszych ustaleń policji wynikało, że oprócz bliskich powiązań z „Pruszkowem”, gang Carringtona utrzymywał kontakty z gangiem wołomińskim, oraz Nikosiem, gdańskim mafioso, „ojcem chrzestnym” polskiej mafii samochodowej. Zbigniew Mikołajewski zaprzeczył jednak, aby łączyły go interesy z jakimikolwiek z gangów. Policja, prokuratura oraz Urząd Kontroli Skarbowej ustaliły, że z powodu przemytniczej działalności Carringtona skarb państwa stracił ponad 150 milionów złotych, tytułem niezapłaconych podatków.
Wiosną 2000 roku Zbigniew Mikołajewski opuścił bramy więzienia po wpłaceniu przez jego rodzinę kaucji w wysokości 200 tys. złotych. Pieniądze te uzyskano z kredytu pod zastaw jednej z firm transportowych Carringtona. Otrzymał karę za rozboje.

### Wypadek
Carrington amatorsko trenował kolarstwo. Po opuszczeniu aresztu miał wypadek rowerowy. W wyniku odniesionych obrażeń doznał upośledzenia mózgu i mowy.